# Superficie algebrica
In matematica, una superficie algebrica è una varietà algebrica di dimensione 2. 
Nel caso della geometria sul campo dei numeri complessi, una superficie algebrica ha la dimensione complessa due come varietà complessa, quando non è singolare e quindi di dimensione quattro come varietà liscia.

## Teoria della superficie
La teoria delle superfici algebriche è molto più complicata di quella delle curve algebriche che comprendono le superfici di Riemann compatte, che sono vere e proprie superfici di dimensione reale due. Molti risultati sono stati ottenuti, ma, nella scuola italiana di geometria algebrica, e sono vecchi fino a 100 anni.

## Tipologie di superfici
Nel caso della prima dimensione le varietà sono classificate solo in base al genere topologico , ma nella seconda dimensione occorre distinguere il genere aritmetico {\displaystyle {\displaystyle p_{a}}} e il genere geometrico {\displaystyle {\displaystyle p_{g}}} perché non si può distinguere birazionalmente solo il genere topologico. Poi viene introdotta l'irregolarità per la classificazione delle varietà. Di seguito una sintesi dei risultati nel dettaglio, per ogni tipologia di superficie si fa riferimento a ciascun reindirizzamento
Gli esempi di superfici algebriche includono κ è la dimensione di Kodaira:
- κ = −∞: il piano proiettivo, quadriche in {\displaystyle {\displaystyle P_{3}}}, superfici cubiche, superficie Veronese, superfici del Pezzo, superficie rigate;
- κ = 0: superficie K3, superficie abeliane, superficie di Enriques, superficie iperellittica;
- κ = 1: superficie ellittica;
- κ = 2: superfici di tipo generale.

I primi cinque esempi sono infatti birazionalmente equivalenti. Cioè, ad esempio, una superficie cubica ha un campo di funzioni isomorfo a quello del piano proiettivo, essendo le funzioni razionali in due indeterminate. Anche il prodotto cartesiano di due curve fornisce esempi.

## Superficie algebrica in geometria birazionale
La geometria birazionale delle superfici algebriche è ricca, a causa dell'esplosione nota anche come trasformazione monoidale, in base alla quale un punto viene sostituito dalla curva di tutte le direzioni tangenti limitanti che entrano in esso. Alcune curve possono anche essere abbassate, ma esiste una restrizione (il numero dell'autointersezione deve essere -1).
Uno dei teoremi fondamentali per la geometria birazionale delle superfici è il teorema di Castelnuovo. Ciò afferma che qualsiasi mappa birazionale tra superfici algebriche è data da una sequenza finita di ingrandimenti e abbattimenti.